# Eremogarypus trichoideus
Eremogarypus trichoideus är en spindeldjursart som beskrevs av Beier 1973. Eremogarypus trichoideus ingår i släktet Eremogarypus och familjen gammelekklokrypare. Inga underarter finns listade i Catalogue of Life.